# 孫奇 (政治家)
孫 奇（そん き、中国語: 孙奇、1930年 - ）は、中華人民共和国の政治家。遼寧省鉄嶺市昌図県出身。
1961年、遼寧省瀋陽市法庫県委員会で書記を務めた。1975年、中国共産党鉄嶺市地区委員会の常務委員に任命された。1983年、中国共産党朝陽市地区委員会の初期に任命された。1983年、遼寧省の副長官に昇任。1985年、中国共産党遼寧省委員会の常務副書記を兼任。1993年、遼寧省政治協商会議の主席に選出。